# Ljuljaci
Ljuljaci (en serbe cyrillique : Љуљаци) est un village de Serbie situé dans la municipalité de Knić, district de Šumadija. Au recensement de 2011, il comptait 323 habitants.

## Démographie
| 1948 | 1953 | 1961 | 1971 | 1981 | 1991 | 2002 | 2011 |
| ---- | ---- | ---- | ---- | ---- | ---- | ---- | ---- |
| 914  | 861  | 824  | 718  | 594  | 475  | 369  | 323  |

|  |